# Lori Lindsey
Lori Ann Lindsey (19 maart 1980, Indianapolis, Indiana) is een Amerikaans voetbalster. Ze verruilde in 2013 Philadelphia Independence voor Canberra United FC. Lindsey debuteerde in 2005 in het Amerikaans voetbalelftal.

## Clubcarrière
| Jaar        | Club                      |
| ----------- | ------------------------- |
| 1997 - 2000 | Indiana Blaze             |
| 2002        | San Diego Spirit          |
| 2003 - 2009 | Washington Freedom        |
| 2010 - 2011 | Philadelphia Independence |
| 2012        | Western New York Flash    |
| 2013        | Washington Spirit         |
| 2013-       | Canberra United FC        |